# Les Films Opale
Les Films Opale est une compagnie de distribution de films spécialisée dans la distribution de films québécois et internationaux basée à Montréal au Québec.
La compagnie a été fondée en 2018 par Christian Larouche, producteur et distributeur dans l'industrie cinématographique québécoise depuis près de 40 ans. Il a distribué plusieurs films pour Les Films Christal (filiale de Les Films Séville) par le passé. Sébastien Létourneau fait partie de l'équipe à titre de vice-président Distribution & Acquisitions. Il travaille dans l'industrie de la distribution au Québec depuis 2000.

## Liste de films distribuées
2019
- Amoureux de ma femme (production française, réal. Daniel Auteuil)[7]
- Tanguy, le retour (production française, réal. Étienne Chatiliez)[8]
- Jusqu'ici tout va bien (production française, réal. Mohamed Hamidi)[9]
- Les Crevettes pailletées (production française, réal. Cédric Le Gallo et Maxime Govare)[9]
- Vivre à 100 milles à l'heure (production québécoise, réal. Louis Bélanger)

2020
- Fahim (production française, réal. Pierre-François Martin Laval)[10]
- Fête de famille (productions française, réal. Cédric Kahn)[11]

2021
- Le Club Vinland (production québécoise, réal. Benoit Pilon)[12]
- Le Guide de la famille parfaite (production québécoise, réal. Ricardo Trogi)[13]
- Les Oiseaux ivres (production québécoise, réal. Ivan Grbovic)[14]
- Au revoir le bonheur (production québécoise, réal. Ken Scott)[15]

2022
- Illusions perdues (production française, réal. Xavier Giannoli)[16]
- Memory Box (coproduction Québec-France-Liban, réal. Joana Hadjithomas et Khalil Joreige)[17]
- Confessions (production québécoise, réal. Luc Picard)[18]
- Tu te souviendras de moi (production québécoise, réal. Eric Tessier)[19]
- Arlette (production québécoise, réal. Mariloup Wolfe)[20]

2023
- La Cordonnière de François Bouvier

2024
- Hôtel Silence de Léa Pool (production québéco-suisse)